# 卢科莫里
卢科莫里（俄语：Лукомо́рье）是俄罗斯古代的地名，常见于口述民俗和文学作品中。
词的结构上，Лукомо́рье由лук-（лука; излучина河、海的弯曲部分）和морье(море海）两部分组成，被间缀-о-连接，本意为海湾之地。

## 历史
卢科莫里“лукоморье”一词等同于“лука моря”，常在古罗斯时期的文献(如《往年纪事》、《拉夫连季编年史》)中出现。《伊帕切夫编年史》在叙述米哈伊尔·尤里耶维奇战胜波洛韦次人的文段中，提到了波洛韦次人后代的栖息处——卢科莫里。《伊戈尔远征记》中记载1184年奥列利河之战，基辅大公斯维亚托斯拉夫·弗谢沃洛多维奇俘虏了卢科莫里波洛韦次大汗科比亚克（俄语：Кобяк）。1193年，与斯维亚托斯拉夫共同统治基辅罗斯的留里克·罗斯季斯拉维奇邀请卢科莫里大汗托格利和阿库什（俄语Тоглый；Акуш ）来卡尼夫协商。
在俄罗斯地图中没有以卢科莫里为名的地区。西方学者认为该术语是在1549年《莫斯科事记》（拉丁语Rerum Moscoviticarum Commentarii；俄语：Записки о Московии）出版以后，才得到广泛使用的。地名卢科莫里在一些作者绘制的地图上出现过：杰拉杜斯·墨卡托（1595年）；约多库斯·洪第乌斯（1606年）；艾萨克·马萨（1633年）；詹姆斯·坎泰利（1683年）；纪尧姆·桑松（1688年）等等。
十九世纪初，该词在俄罗斯文学艺术创作之中得以复苏。如1812年杰尔察文在其童话诗中把卢科莫里描绘成一个童话世界。后来普希金在长诗《鲁斯兰与柳德米拉》中效仿了杰尔察文的首创。在俄国文学中，卢科莫里一词后来意指遥远而又奇幻之地。